# NGC 1146
NGC 1146 — астеризм в созвездии Персей.
Этот объект входит в число перечисленных в оригинальной редакции «Нового общего каталога».
Согласно Корвину, Вольфганг Штейнике был первым, кто определил астеризм из четырёх звёзд как именно то, что наблюдал Д'Арре. Однако в каталоге Штейнике говорится, что NGC 1146 — это пара звёзд, расположенных к юго-востоку от более тусклого астеризма. Несмотря на это, зарисовки Д'Арре показывают, что NGC 1146 является слабым астеризмом. Также, ранее высказвыались предположения, что NGC 1146 также включает в себя звёзды к северо-западу от него.